# Mirzo Tursunzoda
Mirzo Tursunzoda (ur. 19 kwietnia 1911, zm. 24 września 1977) – tadżycki i radziecki poeta. Ludowy Poeta Tadżyckiej SRR (1961). Bohater Tadżykistanu (pośmiertnie, 2001).
Na jego cześć zmieniono nazwę miasta Regar. 

## Nagrody i odznaczenia
- Nagroda Stalinowska drugiego stopnia (1948)
- Nagroda Leninowska (1960)
- Ludowy Poeta Tadżyckiej SRR (1961)
- cztery Ordery Lenina (1948, 1949, 1954, 1967)
- Order Rewolucji Październikowej (1971)
- trzy Ordery Czerwonego Sztandaru Pracy (1939, 1957, 1957)
- dwa Ordery „Znak Honoru”
- Bohater Tadżykistanu (pośmiertnie, 2001)